# 马丹·莫汉·塞蒂
马丹·莫汉·塞蒂（1973年1月2日—），又译马丹·莫汉·塞西，印度外交官，现任印度驻奧克蘭总领事，曾任印度駐胡志明市總領事、印度駐曼德勒總領事等職務。

## 经历
1973年1月2日，马丹·莫汉·塞蒂生於印度奥迪沙邦科爾達縣。塞蒂的学术背景为医学专业，在加入外事服務之前，他曾在奥迪沙邦邦政府的四家医院工作了约四年。
2006年，塞蒂加入印度外交服务。2006年至2008年，在新德里的印度外交學院接受培训。2008年2月至9月，在新德里外交部的BSM（孟加拉国、斯里兰卡、缅甸和马尔代夫）部门短暂工作了一段时间，担任随员。2008年9月至2010年9月，在印度驻仰光大使馆担任语言学员，同时全面负责大使馆的文化和信息部门。
2010年9月至2014年2月，擔任印度駐曼德勒總領事。2014年3月至2017年8月，在印度驻罗马大使馆担任政治和商业官员。2016年7月至2017年8月，在常驻官员缺席期间，塞蒂还代表印度参加联合国粮食及农业组织、国际农业发展基金和世界粮食计划署长达十三个月的时间。2017年8月至2019年4月，在外交部处理与东盟部门相关的工作。2019年5月至2020年5月，他担任中欧司副司长。2020年7月至2024年10月，任印度駐胡志明市總領事。2024年11月17日，出任新設立的印度駐奧克蘭總領事館總領事。

## 個人生活
已婚，育有兩子。爱好包括阅读、写作和听歌。